# 4342 Фрейд
4342 Фрейд (4342 Freud) — астероїд головного поясу, відкритий 21 серпня 1987 року.
Тіссеранів параметр щодо Юпітера — 3,325.